# Lista över fornlämningar i Gotlands kommun (Alva)
Lista över fornlämningar i Gotlands kommun (Alva) är en förteckning av ett urval av de fornlämningar som finns i Alva i Gotlands kommun.
| Namn                       | Lämningstyp                      | Tillkomsttid | Historisk indelning | Plats | Läge                 | ID-nr          | Bild                                      |
| -------------------------- | -------------------------------- | ------------ | ------------------- | ----- | -------------------- | -------------- | ----------------------------------------- |
| Alva 1:2                   | Stensättning                     |              | Alva, Gotland       |       | 57.183973, 18.345206 | 10089500010002 | Ladda upp en bild av detta fornminne      |
| Alva 3:1                   | Stensättning                     |              | Alva, Gotland       |       | 57.183328, 18.344399 | 10089500030001 | Ladda upp en bild av detta fornminne      |
| Alva 3:2                   | Stensättning                     |              | Alva, Gotland       |       | 57.183211, 18.344264 | 10089500030002 | Ladda upp en bild av detta fornminne      |
| Alva 4:1                   | Stensättning                     |              | Alva, Gotland       |       | 57.187982, 18.341375 | 10089500040001 | Ladda upp en bild av detta fornminne      |
| Alva 6:1                   | Gravfält                         |              | Alva, Gotland       |       | 57.190708, 18.341499 | 10089500060001 | Ladda upp en bild av detta fornminne      |
| Alva 13:1                  | Stensättning                     |              | Alva, Gotland       |       | 57.190286, 18.342397 | 10089500130001 | Ladda upp en bild av detta fornminne      |
| Alva 19:1                  | Stensättning                     |              | Alva, Gotland       |       | 57.188749, 18.339586 | 10089500190001 | Ladda upp en bild av detta fornminne      |
| Alva 19:2                  | Stensättning                     |              | Alva, Gotland       |       | 57.188803, 18.340339 | 10089500190002 | Ladda upp en bild av detta fornminne      |
| Alva 19:3                  | Stensättning                     |              | Alva, Gotland       |       | 57.189149, 18.340261 | 10089500190003 | Ladda upp en bild av detta fornminne      |
| Alva 20:1                  | Stensättning                     |              | Alva, Gotland       |       | 57.202021, 18.372944 | 10089500200001 | Ladda upp en bild av detta fornminne      |
| Alva 22:1                  | Husgrund, förhistorisk/medeltida |              | Alva, Gotland       |       | 57.192861, 18.363334 | 10089500220001 | Ladda upp en bild av detta fornminne      |
| Alva 22:2                  | Husgrund, förhistorisk/medeltida |              | Alva, Gotland       |       | 57.192806, 18.363932 | 10089500220002 | Ladda upp en bild av detta fornminne      |
| Alva 22:3                  | Husgrund, förhistorisk/medeltida |              | Alva, Gotland       |       | 57.193135, 18.363869 | 10089500220003 | Ladda upp en bild av detta fornminne      |
| Alva 22:4                  | Husgrund, förhistorisk/medeltida |              | Alva, Gotland       |       | 57.193347, 18.363459 | 10089500220004 | Ladda upp en bild av detta fornminne      |
| Alva 23:1                  | Stensättning                     |              | Alva, Gotland       |       | 57.187140, 18.370675 | 10089500230001 | Ladda upp en bild av detta fornminne      |
| Alva 23:2                  | Stensättning                     |              | Alva, Gotland       |       | 57.187089, 18.370455 | 10089500230002 | Ladda upp en bild av detta fornminne      |
| Alva 23:3                  | Stensättning                     |              | Alva, Gotland       |       | 57.187222, 18.370485 | 10089500230003 | Ladda upp en bild av detta fornminne      |
| Alva 23:4                  | Stensättning                     |              | Alva, Gotland       |       | 57.187366, 18.370567 | 10089500230004 | Ladda upp en bild av detta fornminne      |
| Alva 24:1                  | Stensättning                     |              | Alva, Gotland       |       | 57.185431, 18.369558 | 10089500240001 | Ladda upp en bild av detta fornminne      |
| Alva 24:2                  | Stensättning                     |              | Alva, Gotland       |       | 57.185554, 18.369567 | 10089500240002 | Ladda upp en bild av detta fornminne      |
| Alva 24:3                  | Stensättning                     |              | Alva, Gotland       |       | 57.185727, 18.369568 | 10089500240003 | Ladda upp en bild av detta fornminne      |
| Alva 24:4                  | Stensättning                     |              | Alva, Gotland       |       | 57.185604, 18.369827 | 10089500240004 | Ladda upp en bild av detta fornminne      |
| Alva 25:1                  | Gravfält                         |              | Alva, Gotland       |       | 57.184704, 18.370047 | 10089500250001 | Ladda upp en bild av detta fornminne      |
| Alva 26:1                  | Fornborg                         |              | Alva, Gotland       |       | 57.218490, 18.336343 | 10089500260001 | Ladda upp en bild av detta fornminne      |
| Alva 28:1                  | Hällristning                     |              | Alva, Gotland       |       | 57.222129, 18.367902 | 11100000000292 | Ladda upp en bild av detta fornminne      |
| Strabajns grav (Alva 35:1) | Gravfält                         |              | Alva, Gotland       |       | 57.217679, 18.363436 | 10089500350001 | Ladda upp en till bild av detta fornminne |
| Alva 35:2                  | Hällristning                     |              | Alva, Gotland       |       | 57.217584, 18.363016 | 11100000000295 | Ladda upp en bild av detta fornminne      |
| Alva 37:1                  | Stensättning                     |              | Alva, Gotland       |       | 57.218585, 18.364562 | 10089500370001 | Ladda upp en bild av detta fornminne      |
| Alva 37:2                  | Grav markerad av sten/block      |              | Alva, Gotland       |       | 57.218628, 18.364654 | 10089500370002 | Ladda upp en bild av detta fornminne      |
| Alva 38:1                  | Husgrund, förhistorisk/medeltida |              | Alva, Gotland       |       | 57.197976, 18.403530 | 10089500380001 | Ladda upp en bild av detta fornminne      |
| Alva 38:3                  | Stensättning                     |              | Alva, Gotland       |       | 57.198292, 18.403645 | 10089500380003 | Ladda upp en bild av detta fornminne      |
| Alva 38:5                  | Stensättning                     |              | Alva, Gotland       |       | 57.198726, 18.405590 | 10089500380005 | Ladda upp en bild av detta fornminne      |
| Alva 38:6                  | Stensättning                     |              | Alva, Gotland       |       | 57.198785, 18.405707 | 10089500380006 | Ladda upp en bild av detta fornminne      |
| Alva 38:7                  | Stensättning                     |              | Alva, Gotland       |       | 57.198765, 18.405901 | 10089500380007 | Ladda upp en bild av detta fornminne      |
| Alva 39:1                  | Husgrund, förhistorisk/medeltida |              | Alva, Gotland       |       | 57.195080, 18.371564 | 10089500390001 | Ladda upp en bild av detta fornminne      |
| Alva 41:1                  | Gravfält                         |              | Alva, Gotland       |       | 57.189736, 18.414559 | 10089500410001 | Ladda upp en bild av detta fornminne      |
| Alva 43:1                  | Gravfält                         |              | Alva, Gotland       |       | 57.183052, 18.403924 | 10089500430001 | Ladda upp en bild av detta fornminne      |
| Alva 44:1                  | Stensättning                     |              | Alva, Gotland       |       | 57.219319, 18.350246 | 10089500440001 | Ladda upp en bild av detta fornminne      |
| Alva 44:2                  | Stensättning                     |              | Alva, Gotland       |       | 57.219239, 18.350226 | 10089500440002 | Ladda upp en bild av detta fornminne      |
| Alva 44:3                  | Stensättning                     |              | Alva, Gotland       |       | 57.219151, 18.350283 | 10089500440003 | Ladda upp en bild av detta fornminne      |
| Alva 46:1                  | Stensättning                     |              | Alva, Gotland       |       | 57.212853, 18.333304 | 10089500460001 | Ladda upp en bild av detta fornminne      |
| Alva 47:1                  | Husgrund, förhistorisk/medeltida |              | Alva, Gotland       |       | 57.205223, 18.328052 | 10089500470001 | Ladda upp en bild av detta fornminne      |
| Alva 47:2                  | Husgrund, förhistorisk/medeltida |              | Alva, Gotland       |       | 57.205312, 18.328657 | 10089500470002 | Ladda upp en bild av detta fornminne      |
| Alva 49:2                  | Hällristning                     |              | Alva, Gotland       |       | 57.224955, 18.353217 | 11100000000296 | Ladda upp en bild av detta fornminne      |
| Alva 50:1                  | Gravfält                         |              | Alva, Gotland       |       | 57.191781, 18.427395 | 10089500500001 | Ladda upp en bild av detta fornminne      |
| Alva 59:1                  | Stensättning                     |              | Alva, Gotland       |       | 57.193114, 18.419180 | 10089500590001 | Ladda upp en bild av detta fornminne      |
| Alva 59:2                  | Stensättning                     |              | Alva, Gotland       |       | 57.193117, 18.419026 | 10089500590002 | Ladda upp en bild av detta fornminne      |
| Alva 60:3                  | Hällristning                     |              | Alva, Gotland       |       | 57.192062, 18.367711 | 11100000000297 | Ladda upp en bild av detta fornminne      |
| Alva 60:4                  | Hällristning                     |              | Alva, Gotland       |       | 57.192071, 18.367850 | 11100000000298 | Ladda upp en bild av detta fornminne      |
| Alva 60:5                  | Hällristning                     |              | Alva, Gotland       |       | 57.192074, 18.367968 | 11100000000299 | Ladda upp en bild av detta fornminne      |
| Alva 60:6                  | Hällristning                     |              | Alva, Gotland       |       | 57.191945, 18.366996 | 11100000000300 | Ladda upp en bild av detta fornminne      |
| Alva 60:7                  | Hällristning                     |              | Alva, Gotland       |       | 57.191962, 18.366891 | 11100000000301 | Ladda upp en bild av detta fornminne      |
| Alva 67:1                  | Hällristning                     |              | Alva, Gotland       |       | 57.194962, 18.370516 | 11100000000413 | Ladda upp en bild av detta fornminne      |
| Alva 67:2                  | Hällristning                     |              | Alva, Gotland       |       | 57.194975, 18.370524 | 11100000000414 | Ladda upp en bild av detta fornminne      |
| Alva 67:3                  | Hällristning                     |              | Alva, Gotland       |       | 57.194970, 18.370518 | 11100000000415 | Ladda upp en bild av detta fornminne      |
| Alva 67:4                  | Hällristning                     |              | Alva, Gotland       |       | 57.194973, 18.370504 | 11100000000416 | Ladda upp en bild av detta fornminne      |
| Alva 67:5                  | Hällristning                     |              | Alva, Gotland       |       | 57.194973, 18.370514 | 11100000000417 | Ladda upp en bild av detta fornminne      |
| Alva 70:5                  | Hällristning                     |              | Alva, Gotland       |       | 57.222946, 18.367731 | 11100000000420 | Ladda upp en till bild av detta fornminne |
| Alva 70:7                  | Runristning                      |              | Alva, Gotland       |       | 57.222953, 18.367567 | 10089500700007 | Ladda upp en bild av detta fornminne      |
| Alva 70:12                 | Hällristning                     |              | Alva, Gotland       |       | 57.222590, 18.367455 | 11100000000418 | Ladda upp en bild av detta fornminne      |
| Alva 70:13                 | Hällristning                     |              | Alva, Gotland       |       | 57.222706, 18.367369 | 11100000000419 | Ladda upp en bild av detta fornminne      |
| Alva 74:1                  | Hällristning                     |              | Alva, Gotland       |       | 57.218275, 18.363992 | 11100000000421 | Ladda upp en bild av detta fornminne      |
| Alva 74:2                  | Stensättning                     |              | Alva, Gotland       |       | 57.218215, 18.363886 | 10089500740002 | Ladda upp en bild av detta fornminne      |
| Alva 76:1                  | Stensättning                     |              | Alva, Gotland       |       | 57.216011, 18.367370 | 10089500760001 | Ladda upp en bild av detta fornminne      |
| Alva 79:1                  | Hällristning                     |              | Alva, Gotland       |       | 57.217078, 18.355408 | 11100000000422 | Ladda upp en bild av detta fornminne      |
| Alva 82:2                  | Hällristning                     |              | Alva, Gotland       |       | 57.215172, 18.345027 | 11100000000423 | Ladda upp en bild av detta fornminne      |
| Alva 83:2                  | Hällristning                     |              | Alva, Gotland       |       | 57.198030, 18.341901 | 11100000000424 | Ladda upp en bild av detta fornminne      |
| Alva 107:2                 | Hällristning                     |              | Alva, Gotland       |       | 57.204183, 18.336071 | 11100000000425 | Ladda upp en bild av detta fornminne      |
| Alva 121:1                 | Stensättning                     |              | Alva, Gotland       |       | 57.194027, 18.394490 | 10089501210001 | Ladda upp en bild av detta fornminne      |
| Alva 125:1                 | Hällristning                     |              | Alva, Gotland       |       | 57.191946, 18.369086 | 11100000000426 | Ladda upp en bild av detta fornminne      |
| Alva 126:1                 | Gravfält                         |              | Alva, Gotland       |       | 57.181715, 18.340762 | 10089501260001 | Ladda upp en bild av detta fornminne      |
| Alva 127:1                 | Stensättning                     |              | Alva, Gotland       |       | 57.189784, 18.344014 | 10089501270001 | Ladda upp en bild av detta fornminne      |
| Alva 128:1                 | Hällristning                     |              | Alva, Gotland       |       | 57.213035, 18.343712 | 11100000000427 | Ladda upp en bild av detta fornminne      |
| Alva 129:1                 | Hällristning                     |              | Alva, Gotland       |       | 57.191603, 18.361605 | 11100000000428 | Ladda upp en bild av detta fornminne      |
| Alva 129:2                 | Hällristning                     |              | Alva, Gotland       |       | 57.191606, 18.361605 | 11100000000429 | Ladda upp en bild av detta fornminne      |
| Alva 130:2                 | Hällristning                     |              | Alva, Gotland       |       | 57.207722, 18.360313 | 11100000000430 | Ladda upp en bild av detta fornminne      |
| Alva 131:1                 | Hällristning                     |              | Alva, Gotland       |       | 57.214692, 18.336614 | 11100000000431 | Ladda upp en bild av detta fornminne      |
| Alva 132:1                 | Hällristning                     |              | Alva, Gotland       |       | 57.215107, 18.338254 | 11100000000432 | Ladda upp en bild av detta fornminne      |
| Smiss slott (Hemse 1:1)    | Fornborg                         |              | Alva, Gotland       |       | 57.227092, 18.342362 | 10093800010001 | Ladda upp en till bild av detta fornminne |
| Hablingbo 99:1             | Husgrund, förhistorisk/medeltida |              | Alva, Gotland       |       | 57.212824, 18.324459 | 10092800990001 | Ladda upp en bild av detta fornminne      |